# Distrito de Banka
Banka (en bihari; बाँका जिला) es un distrito de India en el estado de Bihar. Código ISO: IN.BR.BA.
Comprende una superficie de 3 018 km².
El centro administrativo es la ciudad de Banka.

## Demografía
Según censo 2011 contaba con una población total de 2 029 339 habitantes.